# 伊藤儀兵衛
伊藤 儀兵衛（いとう ぎへい、1848年6月10日（嘉永元年5月10日）- 1923年（大正12年）9月20日）は、岩手県花巻市出身の商人、政治家（貴族院議員）。

## 経歴
1848年（嘉永元年）、花巻に生まれる。生家は岩手県下一の豪商・豪農で、屋号は笹屋だった。
1881年（明治14年）8月18日　明治天皇の東北御巡幸の際に自宅を行在所として提供。数百円を投じて御休憩所を新築した。
1889年（明治23年） 四男の儀七（岡山不衣）を岡山直機の養子とする。
1890年（明治23年） 東北本線が盛岡駅まで開通して、花巻駅が開業した。当時、地主たちは鉄道をおそれ、駅の敷地を提供する者がいなかったという。その状況で、花巻地方では花巻川口町の沢藤家と並ぶ豪商の主だった儀兵衛は、進んで現在の駅の敷地を無償で提供した。笹屋はその後二度の大火に遭い、また経済事情の変遷もあって打撃を受けて逼塞したが、花巻に尽くした功績は多大なものがあるとされる。
また岩手3区の衆議院議員佐藤昌蔵の後援団体「恭敬社」に、大関時五郎や伊藤金次郎、柏葉富次郎らとともに参加し、選挙活動を支えた。佐藤は1890年（明治23年）、1892年（明治25年）と1894年（明治27年）と、三期連続で当選を果たしている。
1897年（明治30年） 花巻の二代目貴族院議員に選出され、同年9月29日から1904年（明治37年）9月28日までの任期中に日露戦争に遭遇し、功労により勲四等に叙せられた。
1902年（明治35年） 花巻の一日市（ひといち）に郵便取扱所を創設し、花巻郵便局の二代目局長を引受けた。同じ年、盛岡にあった北上運送株式会社の支店を引受け、駅前通りに運送店を開いた。
貴族院議員満期後は、家業を長男の篤次郎に譲り、自分は菊造りと謡曲とに余生を送った。